# Jim & Andy: The Great Beyond
Jim & Andy: The Great Beyond – Featuring a Very Special, Contractually Obligated Mention of Tony Clifton (o sencillamente Jim & Andy: The Great Beyond) es una película documental biográfico estadounidense de 2017 dirigida por Chris Smith. La película sigue al actor Jim Carrey mientras permanece en el personaje de Andy Kaufman durante la producción de la película Man on the Moon (1999), dirigida por Miloš Forman. Fue lanzado el 17 de noviembre de 2017, a través del servicio de transmisión Netflix.

## Sinopsis
La película alterna entre entrevistas contemporáneas con Carrey e imágenes de primera mano de la realización de Man on the Moon casi 20 años antes. Según Carrey, Universal Pictures había retenido las imágenes detrás de escena (gran parte de ellas originalmente filmadas por la exnovia de Kaufman, Lynne Margulies) "para que la gente no pensara que él era un idiota".
La premisa básica es que, al hacer la película, Carrey estaba tan comprometido con el papel, como Andy, que tuvo dificultades para separarse de los personajes. Y, al estar tan entrelazados, otras personas que habían conocido a Andy, incluso la familia y otras personas cercanas a él, realmente sintieron que tenían a Andy con ellos nuevamente.

## Lanzamiento
La película se estrenó en el Festival de Cine de Venecia en septiembre de 2017. Más tarde ese mes, el servicio de transmisión Netflix adquirió los derechos de distribución de la película después de una proyección en el Festival de Cine de Toronto. La película fue estrenada el 17 de noviembre de 2017.

## Recepción
En el sitio web del agregador de reseñas Rotten Tomatoes, la película tiene una calificación de aprobación del 92% basada en 49 reseñas, con una calificación promedio de 7.4/10. Metacritic, otro recopilador de reseñas, asignó a la película una puntuación promedio ponderada de 77 sobre 100, según 16 críticos, lo que indica "críticas generalmente favorables".
En la revisión de The Guardian, la película recibió 4 de 5 estrellas. Aunque el crítico creía que el director Chris Smith no logró tejer "todos los elementos de una investigación sobre la locura detrás de la fama, el arte, la interpretación y la cuestión de cuándo una broma ha ido 'demasiado lejos'", todavía era "una situación extremadamente película visible "y fue" maravillosamente entretenido".
 